# Samuel Ferguson
Samuel Ferguson (Belfast, 10 de Março de 1810 – Howth, 9 de Agosto de 1886) foi um poeta irlandês, advogado e antiquário. É considerado por muitos como o mais importante poeta anglo-irlandês do século XIX, devido ao seu interesse pela mitologia irlandesa e pelos primórdios da história da Irlanda. É visto como um dos precursores de W. B. Yeats e dos outros poetas do Crepúsculo celta.

## Juventude e educação
Ferguson nasceu na High Street, Belfast numa família que se mudou da Escócia para o Ulster, durante o século XVII. O seu pai levava uma vida de perdulário. A sua mãe era uma pessoa muito sociável e amante da literatura: desde cedo que lia obras de Shakespeare, Walter Scott, Keats, Shelley, entre outros autores ingleses para os seus seis filhos.
Ferguson mudou várias vezes de morada, incluindo Glenwhirry, onde, segundo as suas palavras, estabeleceu uma relação  de amor com a natureza que viria a dar forma ao seu trabalho posterior. Foi educado na Academia de Belfast e no Instituto Académico de Belfast. Mudou-se, depois, para Dublin, onde estudaria direito no Trinity College, onde tiraria o seu Bacharelato de Artes (BA) em 1826 e o grau académico de Mestre (MA), em 1832.
Já que o seu pai tinha gasto grande parte do espólio da família, Ferguson viu-se obrigado a suportar as suas próprias despesas enquanto estudava. Para isso, dedicou-se à escrita, tendo começado a publicar regularmente na Blackwood's Magazine, apenas com 21. Começou a sua actividade de advogado em 1838, mas continuou a escrever e a publicar, tanto na Blackwood's  como na recentemente formada Dublin University Magazine

## Vida adulta e obras da maturidade
Ferguson fixou-se em Dublin, onde praticaria a advocacia. Em 1846 fez um périplo pelos Museus, Bibliotecas e sítios arqueológicos, mantendo relações fortes com o meio académico irlandês. Casou-se em 1848, na altura em que defendia o jovem poeta irlandês Richard Dalton Williams.
Além da poesia, Ferguson contribui com vários artigos sobre temas irlandeses em jornais de antiquários. Em 1863, viajou até à Bretanha, Irlanda, Gales, Inglaterra e Escócia para estudar megálitos e outros sítios arqueológicos. Estes estudos foram de importância decisiva para o seu trabalho maior sobre antiguidades, Ogham Inscriptions in Ireland, Wales and Scotland (Inscrições Ogham na Irlanda, Gales e Escócia), que foi publicado postumamente em 1887.
A colectânea dos seus poemas, Lays of the Western Gael foi publicada em 1865, e recebeu, em resultado dela, um Doutoramento honoris causa concedido pelo Trinity College. Dois anos depois, Ferguson abandonou os tribunais para aceitar o cargo de Deputado Conservador dos Registros Públicos na Irlanda. Em recompensa pelos serviços prestados, recebeu a ordem de cavaleiro (Sir) em 1878.
O principal trabalho de Ferguson, o longo poema Conal, foi publicado em 1872. Um terceiro volume, Poems, foi editado em 1880. Em 1882 foi eleito Presidente da Academia real Irlandesa, uma organização dedicada ao avanço da ciência, literatura e estudos de antiguidades. Faleceu em Howth, perto da cidade de Dublin, e foi sepultado em Dunegore, Condado de Antrim.

## Trabalhos
- Lament for the Death of Thomas Davis, 1847
- Lays of the western Gael : and other poems, 1865
- Cashel of Munster, 1867
- The Coolun, 1867
- Dear Dark Head, 1867
- Poems, 1880
- Congal, 1872
- Shakespearean Breviates, 1882
- Ogham inscriptions in Ireland, Wales, and Scotland, 1887
- The Poetry of Sir Samuel Ferguson, 1887
- Lays of the red branch, 1897
- Poems of Sir Samuel Ferguson, 1918